# ジュマエキリン
ジュマエキリン（Giraffa jumae）は、絶滅したキリン科の動物の1種である。

## 概要
化石は1930年代にルイス・リーキーがラウィ層を発掘中に偶然発見した。マラウイからチャドにかけて分布しており、トルコからも近縁種の化石が発見されている。
頭までの高さは現在のキリンとほぼ変わっておらず、おそらく理由の1つとしてオス同士の闘争に役立ったためここまでの背丈になったのだろうと推測される。頭部に生えた2つの角は現生のキリンよりも長くなっていた。

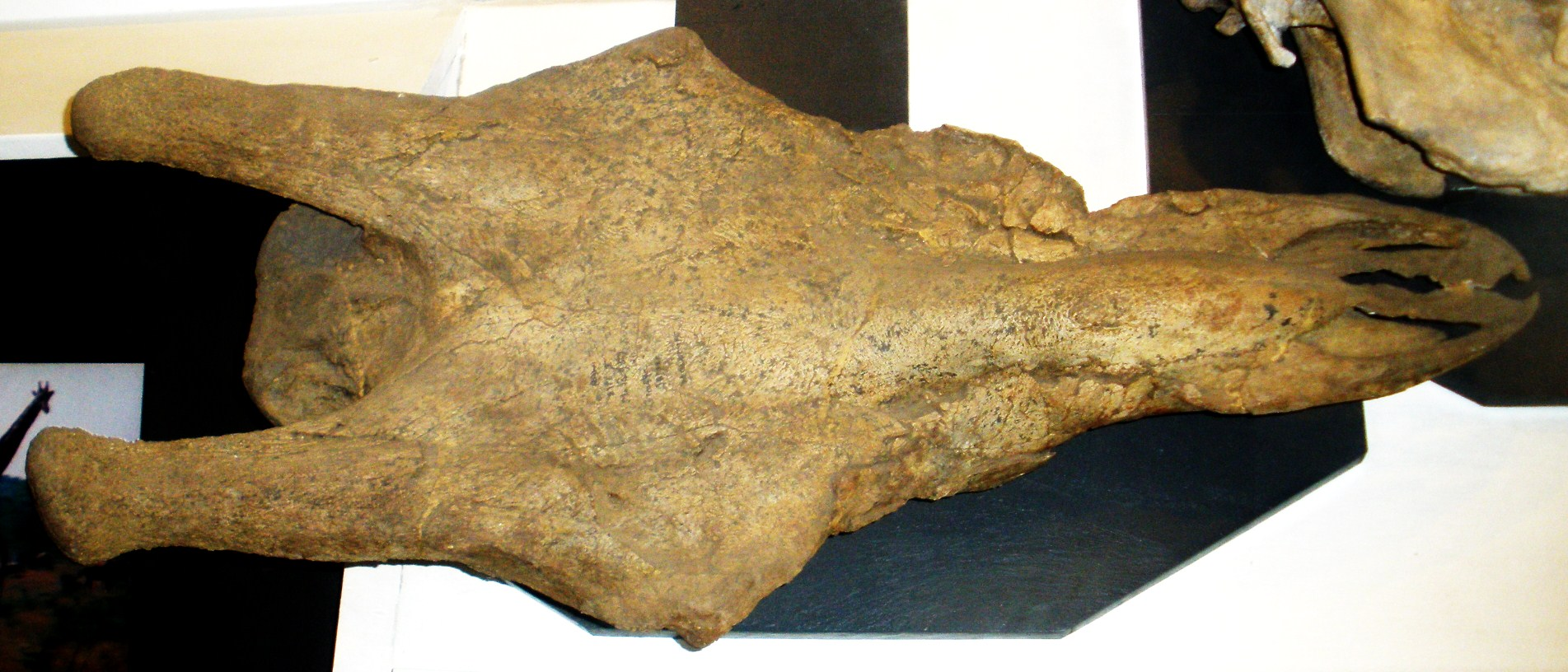
頭骨の化石

生息時代は鮮新世から更新世。